# 이교승 (1878년)
이교승(李敎承, 1878년 음력 7월 11일 ~ ?)은 대한제국의 관료이며, 일제강점기의 경찰이다.

## 생애
10대 후반이던 1895년에 일본으로 유학을 떠나 도쿄에서 약 10년 동안 공부하였다. 1903년에 평양에서 일어학교 교사를 지냈고, 이듬해 러일 전쟁이 발발하자 일본군 통역으로 채용되었다.
1905년에 완전히 귀국한 뒤 경무청 순검으로 채용되면서 경찰 관료로 입문하였다. 러일 전쟁 때 일본군을 도운 공로를 인정받아 은사금을 받기도 하였으며, 감옥과 군대의 의약 부문에서 종사하였다. 1907년에 판임관 3등의 내부 주사로 임명되어 경무국 보안과에 발령받았다.
보안과 경찰로 근무하던 중 1910년에 한일 병합 조약이 체결되었다. 이교승은 조선총독부 소속으로 이동하여 경상북도 성주경찰서로 전임하였다. 1920년에는 경기도 경부보로 수원경찰서에서, 이듬해부터는 경부로 용인경찰서에서 근무하였다. 1922년까지 용인경찰서에서 재직한 기록이 있다.
2008년 민족문제연구소가 발표한 친일인명사전 수록예정자 명단 중 경찰 부문에 포함되었다.

## 참고자료
- 이교승(李敎承) - 국사편찬위원회